# Weinbau in Oklahoma
Weinbau in Oklahoma bezeichnet den Weinbau im amerikanischen Bundesstaat Oklahoma. Gemäß US-amerikanischem Gesetz ist jeder Bundesstaat und jedes County eine geschützte Herkunftsbezeichnung und braucht nicht durch das Bureau of Alcohol, Tobacco, Firearms and Explosives als solche anerkannt zu werden.
Bis in die frühen 1920er Jahre war der Weinbau ein bedeutender Faktor der Landwirtschaft des Bundesstaates. Die unter dem Namen Dust Bowl bekannten verheerenden Sandstürme sowie die Alkoholprohibition brachte den Weinbau jedoch völlig zum Erliegen. 
Heute verfügt Oklahoma wieder über fast 40 Weingüter. Ein Großteil der Güter liegen im Nordosten des Bundesstaates. Dort ist auch die einzige American Viticultural Area, die Ozark Mountain AVA definiert.